# بیرخوف ۱۵۸۹۶
سیارک ۱۵۸۹۶ (به انگلیسی: 15896 Birkhoff، نامگذاری:1997LX5) پانزده هزار و هشتصد و نود و ششمین سیارک کشف شده‌است که در ۱۳ ژوئن ۱۹۹۷ کشف شد.
قدر مطلق سیارک برابر ۱۵٫۵۰ است.